# Bifurkation (Zahnmedizin)

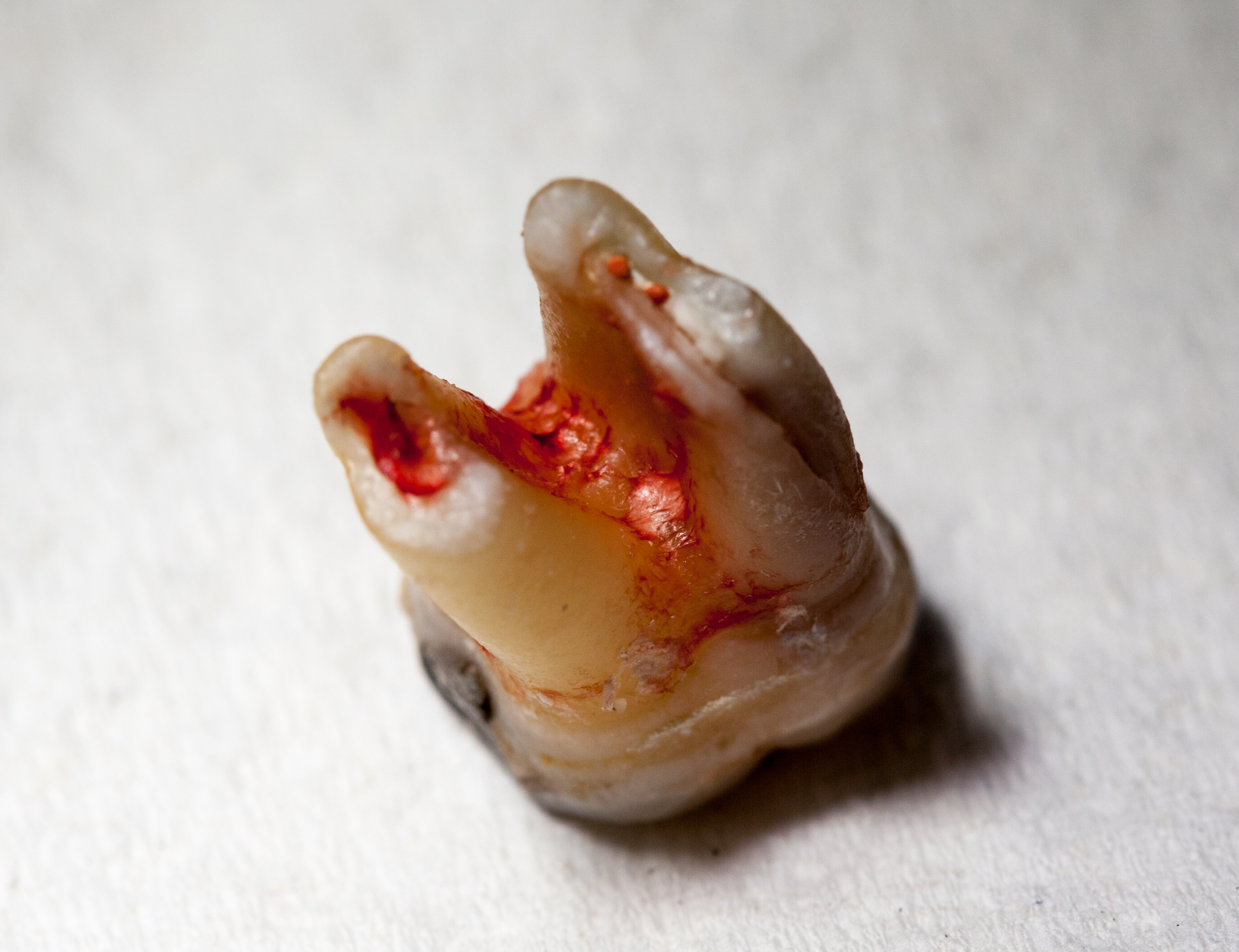
Blick auf die Bifurkation (von der Wurzelspitze aus gesehen)

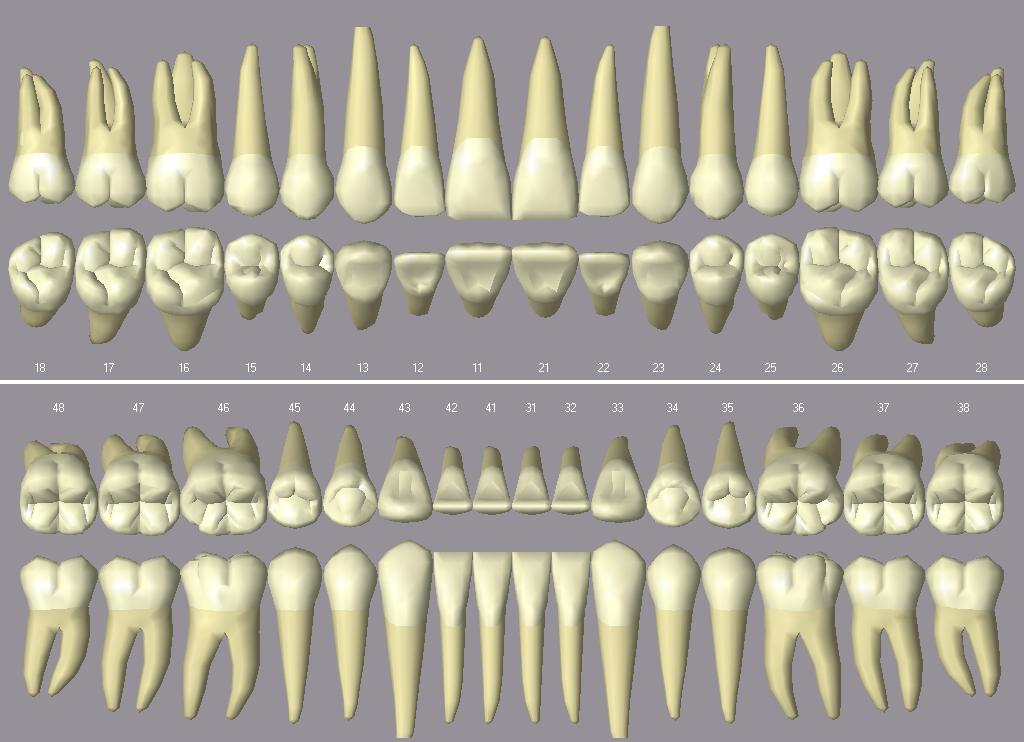
Das menschliche Gebiss: Am ersten oberen Prämolaren (hintereinander) und den unteren Molaren sind deutlich die Bifurkationen erkennbar. (Schematische Darstellung)

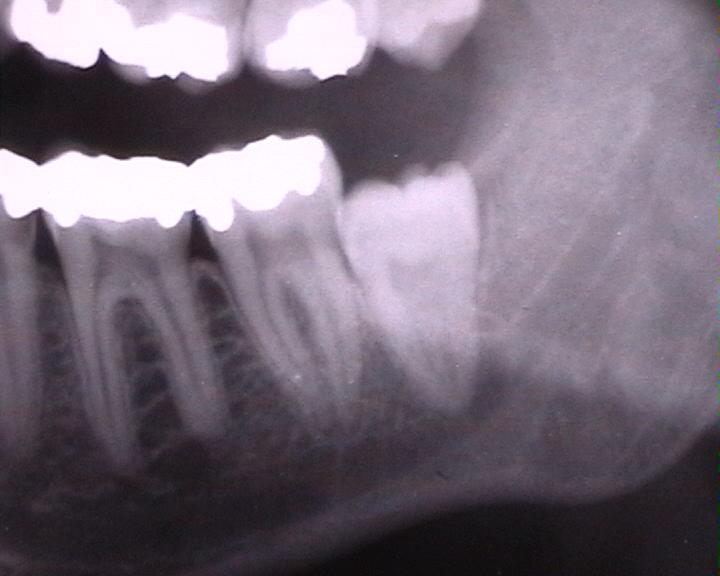
Deutlich erkennbare Bifurkationen am ersten und zweiten Unterkiefer-Molaren. Der (noch nicht durchgebrochene) Weisheitszahn hingegen ist als Anomalie einwurzelig und hat entsprechend keine Bifurkation.

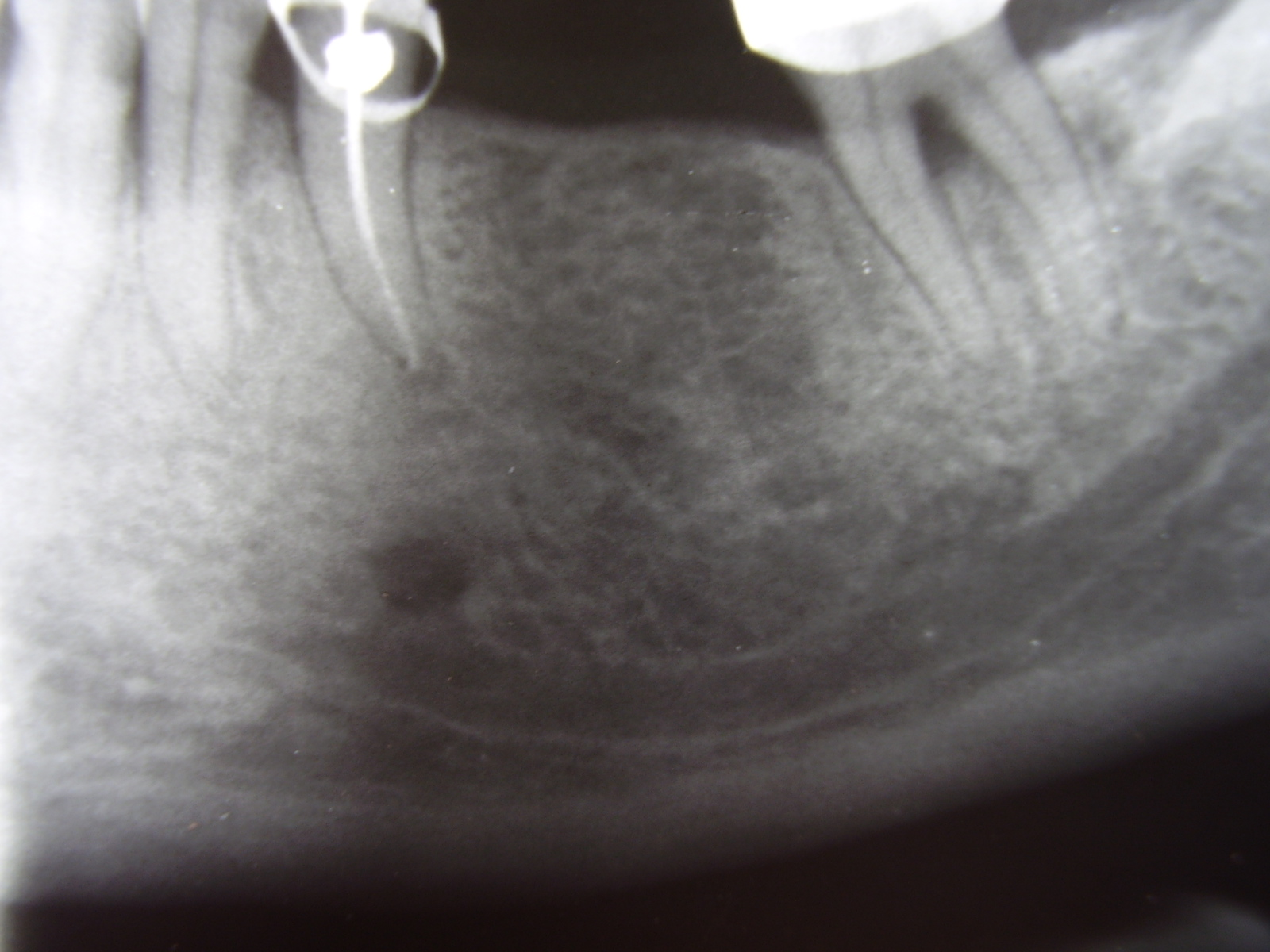
Beim zweiten unteren Molaren liegt die Bifurkation frei. (Furkationsgrad 2)

Als Bifurkation  (von lat. bi „zwei“ und furca „Gabel“) wird in der Zahnmedizin die Aufteilungsstelle der Zahnwurzeln bei zweiwurzeligen Zähnen bezeichnet. Das sind normalerweise die unteren Molaren und der erste obere Prämolar. Anomalitäten bzw. Variationen kommen jedoch (insbesondere bei Weisheitszähnen) vor. Beim (parodontal) gesunden Zahn liegt die Bifurkation innerhalb des Kieferknochens und ist weder sicht- noch sondierbar.

## Freiliegende Bifurkation
Bei fortgeschrittenen Zahnfleischerkrankungen liegt die Bifurkation häufig frei. Weil diese Stellen bei der Mundhygiene schwer zugänglich sind und sich deshalb hier gern Keime festsetzen, sollten derartige Stellen nach Möglichkeit parodontalchirurgisch behandelt werden, um Entzündungen und weiteren Knochenabbau zu vermeiden.
Intrafurkal ist die Lagebezeichnung innerhalb der Alveole im Bereich der Aufteilungsstelle der Zahnwurzeln.

## Furkationsgrade
Bifurkation und Trifurkation werden in vier Furkationsgrade eingeteilt:
- (0) Furkation nicht tastbar (palpabel)
- (1) Furkationseingang palpabel
- (2) Furkation deutlich aber nicht durchgängig sondierbar
- (3) Furkation sondierbar und beidseitig durchgängig

## Therapien
Bei freiliegenden Furkationen kann eine gute Mundhygiene und Nachsorge den Zahn langfristig erhalten. In anderen Fällen kann eine Hemisektion oder Prämolarisierung angezeigt sein.

### Hemisektion
Bei einer Hemisektion wird die Zahnkrone bis zur Bifurkation in zwei Teile durchtrennt und der erkrankte Anteil entfernt. Der verbliebene Teil wird zu einem Prämolaren umgestaltet und überkront.

### Prämolarisierung
Bei der Prämolarisierung wird ebenfalls die Zahnkrone bis zur Bifurkation in zwei Teile durchtrennt, die beide erhalten bleiben. Sie haben dann in etwa die Größe (nicht aber die Form) zweier Prämolaren, die nachfolgend ebenfalls einzeln überkront werden.